# آب‌پنیر

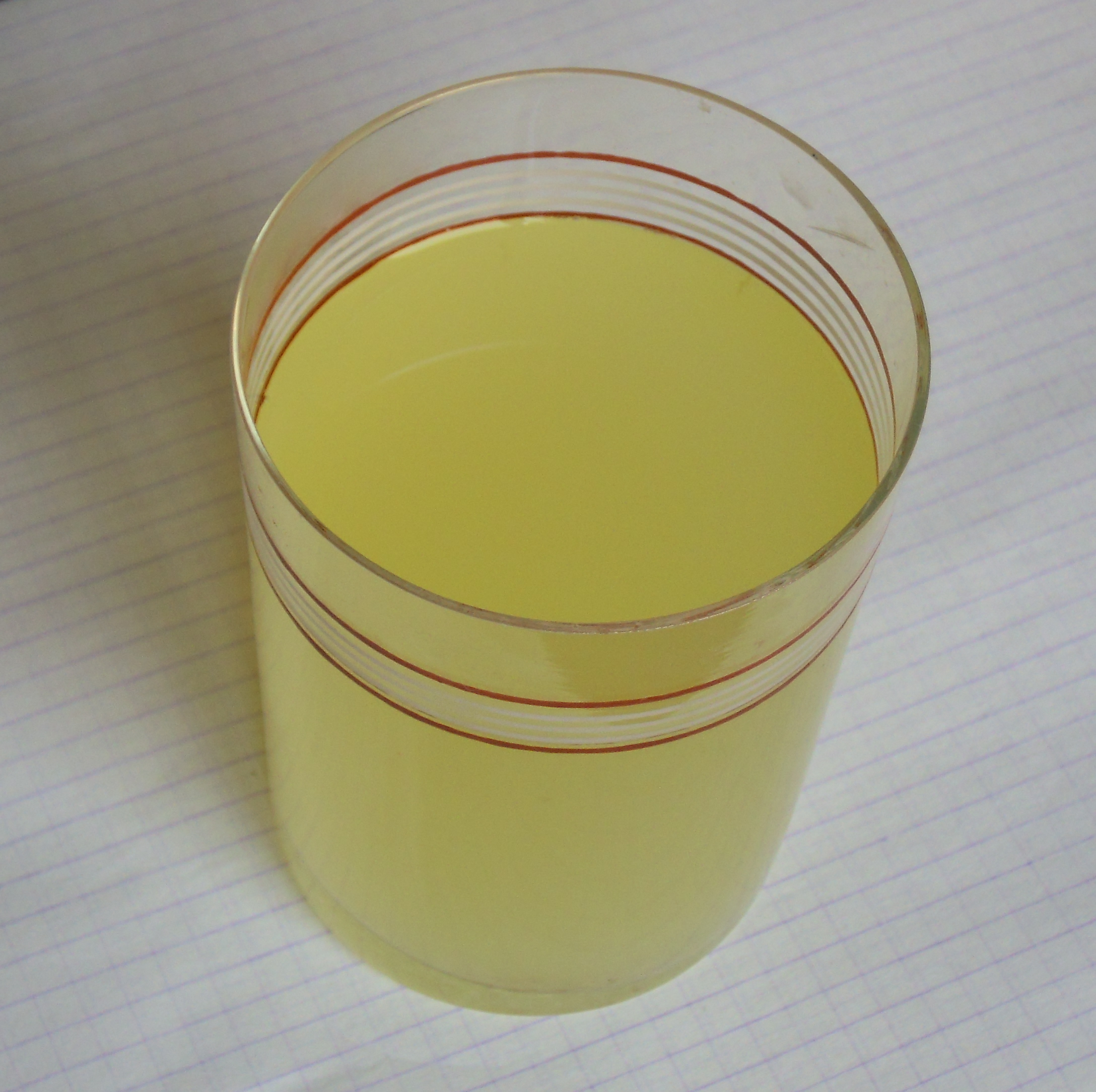
یک لیوان آب پنیر

آب‌پنیر، پروتئین وی یا پودر آب ماست به عنوان مکمل غذایی کاربرد دارد.

## خصوصیات
پودر آب پنیر محصول فرایند خشک کردن آب جدا شده از شیر، پس از فرایند تولید پنیر یا پرمئیت (پودر حاصل از آب پنیر تولید شده از فرایند UF) تا رسیدن به رطوبت ۴–۳ درصد است. از مهمترین مشخصات این محصول، علاوه بر حلالیت، دانسیته و ویژگیهای میکروبی، وجود لاکتوز به فرم کریستالی است که سبب حفظ کیفیت و جلوگیری از جذب رطوبت در آن می‌شود.

## فواید
فواید این پروتئین شامل موارد زیر است:
1. افزایش تودهٔ عضلانی بدن
2. کاهش وزن بدن بخصوص چربی‌های بدن[۸]
3. افزایش قدرت سیستم ایمنی بدن توسط افزایش مقدار گلوتاتیون
4. پیشگیری از سرطان
5. کمک به فعالیت سلول‌های لنفوسیت t که نقش مهمی در پاسخ ایمنی بدن دارند و در نتیجه کاهش تحلیل بافت‌های بدن در طی بیماری و افزایش سطح سلامتی و تسریع بهبودی بدن بعد از بیماری.[۹]

مضرات
مصرف بیش از حد پروتئین وی بار کبدی را افزایش می‌دهد و باعث آسیب‌های جدی به کبد می‌شود.

## شکل‌ها
- کنسانتره پروتئین وی: که شامل چربی، لاکتوز و ۲۹ تا ۸۹٪ پروتئین است که این مقدار به نوع محصول بستگی دارد.
- پروتئین وی مجزا: حاوی حداقل چربی، لاکتوز و کلسترول است، و ۹۰٪ بیشتر پروتئین دارد
- پروتئین وی آبکافت شده: معمولاً در مصارف کلینیکی استفاده می‌شوند، زیرا تا حدی خرد شده‌اند و هضم آنها آسان‌تر است.

## بدنسازی
پروتئین وی برای افزایش تولید پروتئین در ماهیچه‌ها مفید است. بدنسازان به‌طور طبیعی می‌توانند ۱۵۰ گرم در روز از این پروتئین مصرف کنند که البته این مقدار بستگی به وزن فرد و شرایط بدنی او دارد. معمولاً ۱ گرم پروتئین یا کمتر به ازای هر ۰٫۵ کیلوگرم از وزن بدن در بدنسازان توصیه می‌شود.